# Mastignatha stenoptera
Mastignatha stenoptera är en fjärilsart som beskrevs av George Francis Hampson. Mastignatha stenoptera ingår i släktet Mastignatha och familjen nattflyn. Inga underarter finns listade i Catalogue of Life.